# 유한킴벌리
유한킴벌리(영어: Yuhan Kimberly, Ltd.)는 대한민국의 위생, 유아용품 등의 소비재 제조회사다. 한국 유한양행과 미국 킴벌리-클라크의 합작투자로 1970년 3월 30일 4대 6의 지분율로 설립한 국내 최초의 외국계 기업이다. 1998년 킴벌리-클라크가 유한양행의 지분 10%를 인수하여 총 70%의 지분을 보유하고 있다. LG생활건강의 자회사인 LG유니참과 치열한 공방전을 벌이고 있다.

## 연혁
- 1970.03 유한킴벌리 회사 설립
- 1971.01 국내 최초 코텍스 생리대 출시
- 1971.05 국내 최초 크리넥스 미용티슈 출시
- 1974.08 국내 최초 뽀삐 화장지 출시
- 1978.03 수출 기여 공로로 '상공의 날' 대통령 표창
- 1979.10 유한킴벌리 군포공장 이전(그 당시 유한양행 군포공장과 위치가 되어)
- 1980.03 일회용 아기 기저귀 '크린베베' 출시 및 김천 공장 준공
- 1981.07 크리넥스 키친타올 및 종이냅킨 출시
- 1983.10 완전 팬티형 아기 기저귀 '하기스' 출시
- 1984.03 우리강산푸르게푸르게 캠페인 TV광고 시작
- 1995.10.03 P&G의 생리대 '위스퍼'에 '코텍스'가 밀리자 새로운 생리대 브랜드 '화이트' 출시
- 1995.11.04 국내 최초 로션처리티슈 '크리넥스 울트라' 출시
- 2010.03.10 유한킴벌리와 일본 피죤사 손을 잡고 육아용품 브랜드 더블하트 출시
- 2011.03.20 기존 사업장을 군포공장을 최신생산시설에 유한킴벌리 충주신공장 준공식 및 이전

## 제품

### 생활용품
- 기저귀 2종
- 수유, 육아용품 1종
- 생리대, 팬티라이너 3종
- 롤, 미용티슈 2종
- 키친케어 2종
- 스킨케어 3종
- 시니어케어 3종
- 물티슈 4종
- 아기전용물티슈

### 병원, 산업용품
- 병원용품
- 산업용품
- 환경친화적용품

## 본점 및 지점 현황
- 본점: 서울특별시 송파구 올림픽로 300, 29층 (신천동, 롯데월드타워)
- 군포물류센터[2]: 경기도 군포시 경수대로 443 (당정동)
- 김천공장: 경상북도 김천시 공단1길 34 (대광동) (화장지(크리넥스), 미용티슈, 키친타올, 부직포)
- 대전공장: 대전광역시 대덕구 대덕대로1277번길 90 (문평동) (유아용기저귀, 부직포 등)
- 충주공장: 충청북도 충주시 대소원면 첨단산업로 312 (2011년 군포공장 이전 - 여성생리대, 팬티라이너 ,요실금기저귀 등)

## 같이 보기
- 유니레버
- 유한양행
- 킴벌리-클라크
- LG유니참 (LG생활건강 자회사 - 경상북도 구미시 소재)